# محمد حسن رضي
محمد حسن باقر بن رضي سياسي بحريني.

## السيرة
ولد محمد في العاصمة المنامة. حصل على دبلوم الإدارة من كلية الخليج للتكنولوجيا ودبلوم الإدارة من معهد الإدارة العامة بالرياض.
عمل موظف بوزارة الإسكان من 1969 إلى 1988 ثم ترقى إلى مراقب الشؤون الادارية و الموظفين ثم ترقى إلى رئيس الدراسات والشئون القانونية. يعتبر العضو المنتدب لمصنع كونتيننتال للملابس الجاهزة والمدير الإداري لشركة ميديا ياسنتر ومؤسسة الروضان التجارية. تم تعيينه عضوا في مجلس الشورى من 2002 إلى 2010.